# Tail of Hope
Singles de BoA
Only One
(2013) Message / Call My Name
(2013)
Tail of Hope est le 34e single de BoA sorti sous le label Avex Trax le 26 juin 2013 au Japon. Il atteint la 12e place du classement de l'Oricon et reste classé 3 semaines pour un total de 10 957 exemplaires vendus. Les chansons Tail of Hope et Baby you... se trouvent sur l'album Who's Back?.
Tail of Hope a été utilisé comme thème musical dans le drama Hakui no Namida.

## Liste des titres
| 1. | Tail of Hope                |  |
| 2. | Baby you...                 |  |
| 3. | Tail of Hope (Instrumental) |  |
| 4. | Baby you... (Instrumental)  |  |

| 1. | Tail of Hope (Music Clip)                                                               |  |
| 2. | Sonna Kimi (Disturbance) Korean Ver. (Music Video) (そんな君 (Disturbance) Korean ver.) |  |
| 3. | Tail of Hope (Making Video)                                                             |  |